# Almirante Rubim
Raymundo Frederico Kiappe da Costa Rubim (Tianguá, 27 de junho de 1856 — Rio de Janeiro, 12 de junho de 1926), mais conhecido como Almirante Rubim. Era filho do herói da Guerra do Paraguai, Joaquim Frederico Kiappe da Costa Rubim e da tianguaense, Joana Ferreira Lima. Foi um Militar da Marinha brasileiro.

## Biografia
Estudou e fez os preparatórios no Rio de janeiro, na Escola de Marinha, em 1871, iniciando como aspirante a guarda-marinha. Concluiu o curso dois anos depois, sendo promovido a Guarda Marinha.
Em 1875 foi promovido a Segundo-tenente e, no fim de 1879, já a Primeiro-tenente. Exerceu o cargo de Capitão do Porto do S.S. Piauhy e posteriormente o de Capitão-tenente, por Decreto de 11 de Junho de 1891. Em 1886 comandou a Escola de Aprendizes-Marinheiros do Ceará.
Em 1901, Rubim foi promovido a Capitão de fragata. Foi também Diretor da Repartição de Faróis por duas oportunidades, de abril de 1901 a março de 1903 e de maio de 1910 até janeiro de 1912. Posteriormente foi nomeado Comandante da Divisão da Defesa Movei do Porto do Rio de janeiro.
Em 1914, chefiou a Superintendência de Portos e Costas. Exerceu também o cargo de Capitão do Porto, Comandante da Escola de Aprendizes-Marinheiros de Pernambuco e de Capitão do Porto do Amazonas.
Em 1919, foi nomeado Presidente do Superior Tribunal Militar, permanecendo no cargo até 1926.
Possuiu medalha de ouro de Mérito Militar e de Aviz, concedida pelo Governo Provisório.

## Trabalhos publicados
Ao longo de sua profissão, Almirante Rubim publicou os seguintes trabalhos:
- Código de sinais comum a todas as barras dos portos organizado de conformidade com o disposto do Aviso do Ministério da Marinha, sob nº 1985 de 14 de Dezembro de 1894, e com as alterações indicadas pelo Conselho Naval em consulta nº 7780, de 20 de Agosto de 1897. Rio de Janeiro, Imprensa Nacional, 1898, 43 pp. Índice inclusive.
- Instruções concernentes ao pessoal e serviço geral dos faróis, Rio de Janeiro, 1900, in-8º, adaptação por Decreto Nº 887 de 19 de Janeiro de 1900.
- Guia Prática do faroleiro, Rio de Janeiro, 1900, in-8º, adaptado por Aviso Nº 1144 de 13 de Julho de 1889.
- Instruções concernentes ao pessoal e serviço geral dos Faróis,  Rio de Janeiro. Oficina Typo-Litográfica da Superintendência da Navegação, 1908.

## Homenagens
As cidades de Fortaleza e São Paulo tem ruas com o nome de Almirante Rubim, um reconhecimento de seu trabalho frente à Marinha Brasileira. Em sua cidade natal havia uma avenida com seu nome, todavia, por meio da lei municipal nº 173 de 1996 esta teve seu nome mudado para a denominação atual, Av. Lair Félix Nunes. No fim dos anos 70 foi construída na principal Avenida de Tianguá, próxima à rodoviária da cidade, uma estátua em sua homenagem.